# Cooper Roth
Cooper Roth (nacido el 27 de septiembre de 2000) es un actor estadounidense, conocido por sus papeles como David en la comedia de situación de la ABC, Back in the Game, y como la voz de B-Dawg en Super Buddies. Roth mostró por primera vez interés en actuar a la edad de cuatro años y comenzó a trabajar en obras de teatro de la comunidad y la escuela. Él tiene un hermano más joven, Duncan Roth. En su tiempo libre, le gusta jugar al baloncesto, skate y hacer videos de YouTube.

## Filmografía
| Año  | Título            | Personajes       | Notas                 |
| ---- | ----------------- | ---------------- | --------------------- |
| 2013 | Good Luck Charlie | Tommy Dixon      | Episodio: Futurodrama |
| 2013 | Super Buddies     | B-Dawg           | Voz                   |
| 2013 | Back in the Game  | David Slingbaugh |                       |
| 2014 | Cooties           | Patriot          |                       |
| 2014 | The Road Within   | chico            |                       |